# Deute perpetu
El deute perpetu és una forma de crèdit que es va utilitzar principalment com un instrument de deute públic a l'edat mitjana tardana.

## Història
El deute perpetu va estar durant molt temps legitimat per la prohibició dels préstecs amb interessos per raons religioses, i per la desconfiança cap als creditors. El deutor, generalment un sobirà, no estava obligat a retornar el capital prestat per la força, però podia comprar una terra on l'agricultor no era el propietari i tenir el dret irrevocable per a explotar-la. En canvi, els posseïdors d'un deute perpetu podien revendre les terres, mitjançant la millora de la percepció que atorgava un dret sense límit de temps als interessos.
Un deute perpetu famós va ser el comprat per Carles X per a finançar els «milions d'emigrants», pagat en compensació pels seus esforços i pel seu indestructible suport a la monarquia.
Quan John Law va convèncer el regent Felip d'Orleans per a crear un Banc Estatal el 4 de desembre de 1718, prohibint a principis de 1719 utilitzar els diners en efectiu per al pagament de més de 600 lliures, l'antiga Compagnie du Mississippi del financer Antoine Crozat es va transformar en Compagnie d'Occident amb un capital de 50.000 accions de 500 lliures, on el rei en va subscriure el 40%, pagables amb bitllets de l'Estat. Aquests es podien canviar al Tresor per rendes perpètues al 4%, que permetia una consolidació del deute.